# Parastacidae
Parastacidae là một họ tôm càng nước ngọt được tìm thấy ở Nam bán cầu. Họ này là một đơn vị phân loại phân bố Gondwana cổ điển, với các thành viên còn sinh tồn ở Nam Mỹ, Madagascar, Australia, New Zealand, New Guinea cũng như các đơn vị phân loại tuyệt chủng cũng được tìm thấy tại châu Nam Cực.

## Các chi
Phân loại dưới đây lấy theo Crandall K. A và De Grave S. (2017)

### Sinh tồn
- Astacoides: 7 loài.
- Astacopsis: 3 loài sinh tồn, 1 hóa thạch.
- Cherax: 52 loài.
- Engaeus: 35 loài.
- Engaewa: 5 loài.
- Euastacus: 53 loài.
- Geocherax: 2 loài.
- Gramastacus: 2 loài.
- Ombrastacoides: 11 loài. Tách ra từ Parastacoides.[3]
- Paranephrops: 2 loài sinh tồn, 1 hóa thạch.
- Parastacus: 11 loài.
- Samastacus: 1 loài.
- Spinastacoides: 3 loài.Tách ra từ Parastacoides.[3]
- Tenuibranchiurus: 1 loài.
- Virilastacus: 4 loài

### Tuyệt chủng
- Aenigmastacus: 1 loài.
- Lammuastacus: 1 loài.
- Palaeoechinastacus: 1 loài.

## Phân bố
Ba chi được tìm thấy ở Chile là Virilastacus, Samastacus và Parastacus, trong số đó chi Parastacus cũng phân bố gián đoạn ở miền nam Brasil và Uruguay.
Hiện tại không có loài tôm càng nào trong họ này là bản địa lục địa châu Phi, nhưng 7 loài trên đảo Madagascar, tất cả đều thuộc chi Astacoides.
Australasia là đặc biệt phong phú tôm càng nước ngọt trong họ này. Chi nhỏ Paranephrops là đặc hữu New Zealand. Hai chi Astacopsis và Parastacoides là đặc hữu Tasmania, trong khi 2 chi khác nữa được tìm thấy ở hai bên eo biển Bass là Geocharax và Engaeus. Tuy nhiên, sự đa dạng lớn nhất được tìm thấy trên lục địa Australia. Ba chi đặc hữu và phân bố hạn chế (Engaewa, Gramastacus và Tenuibranchiurus), trong khi hai chi là phổ biến rộng rãi hơn và chứa nhiều hơn 100 loài giữa chúng là Euastacus (phân bố xung quanh vùng duyên hải Úc từ Melbourne đến Brisbane) và Cherax trên khắp nước Úc và New Guinea.

## Hóa thạch
Mẫu vật cổ nhất thuộc họ Parastacidae là các hóa thạch Alba của Palaeoechinastacus australianus từ Victoria, Australia. Đại diện Bắc bán cầu duy nhất cũng là hóa thạch với danh pháp Aenigmastacus crandalli từ Canada.